# Chiesa del Carmine (Barcellona Pozzo di Gotto)

Lo stemma dell'Ordine del Carmelo.

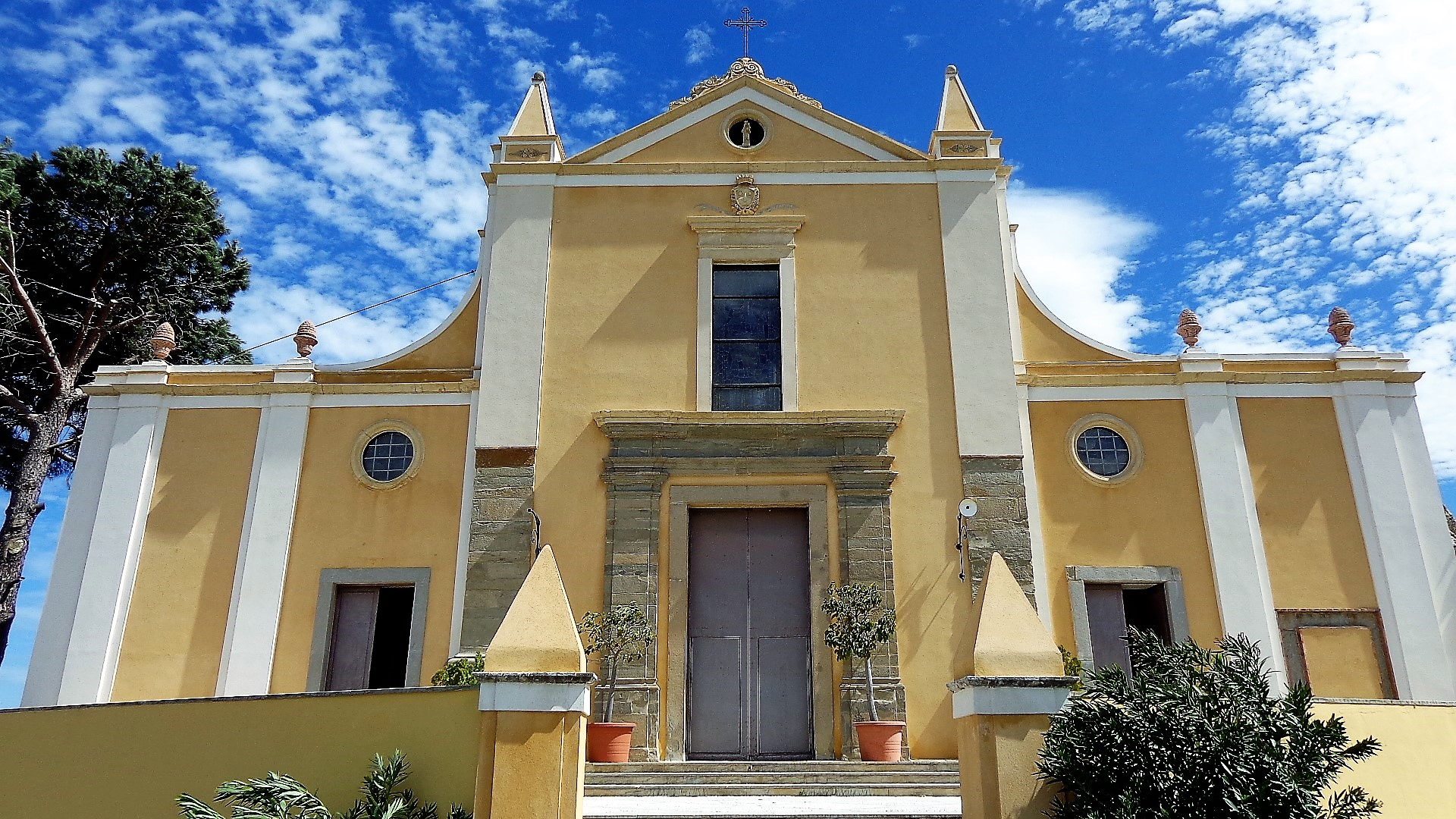
Prospetto della chiesa del Carmine, restauri attuali.

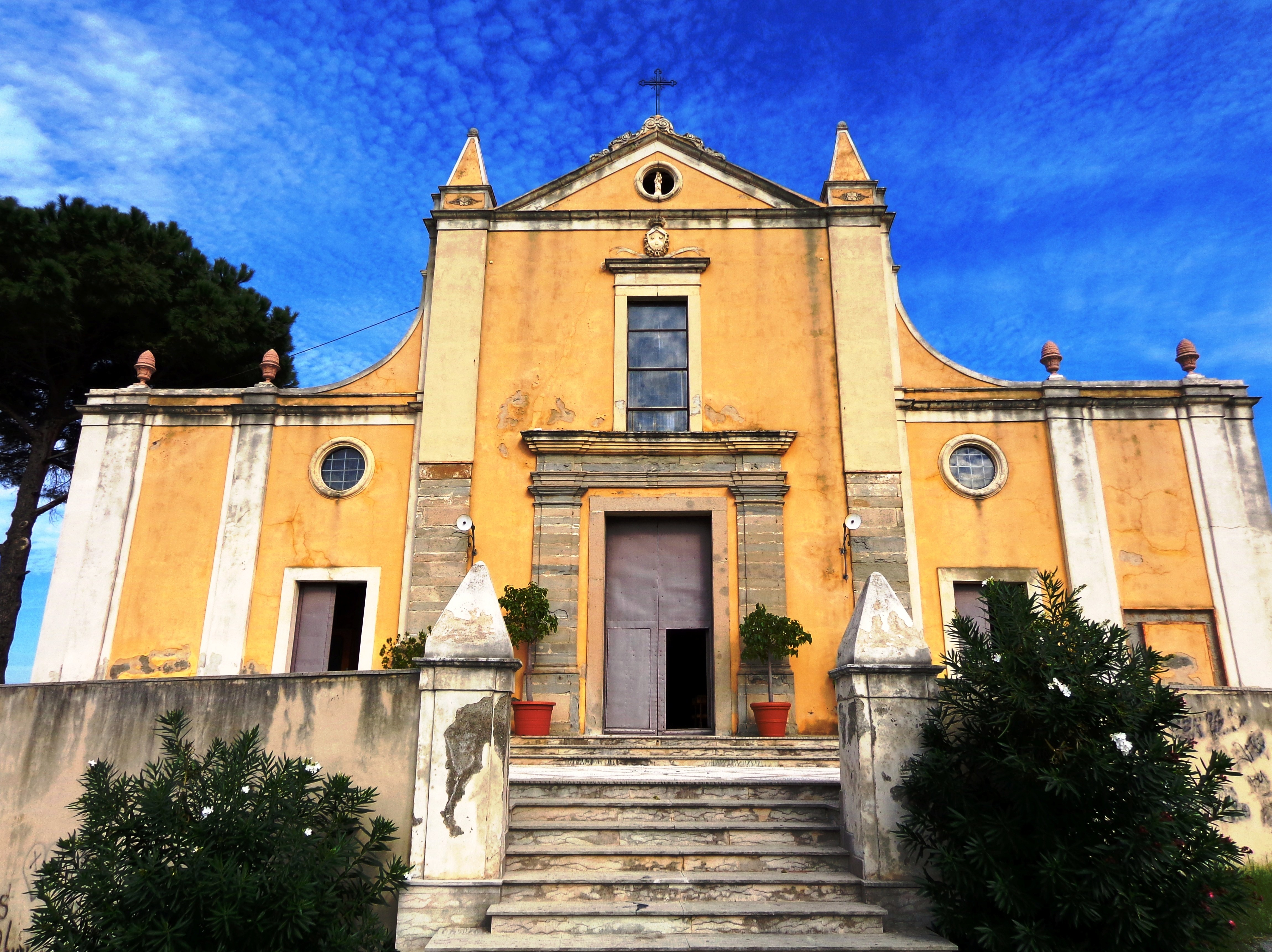
Prospetto della chiesa del Carmine.

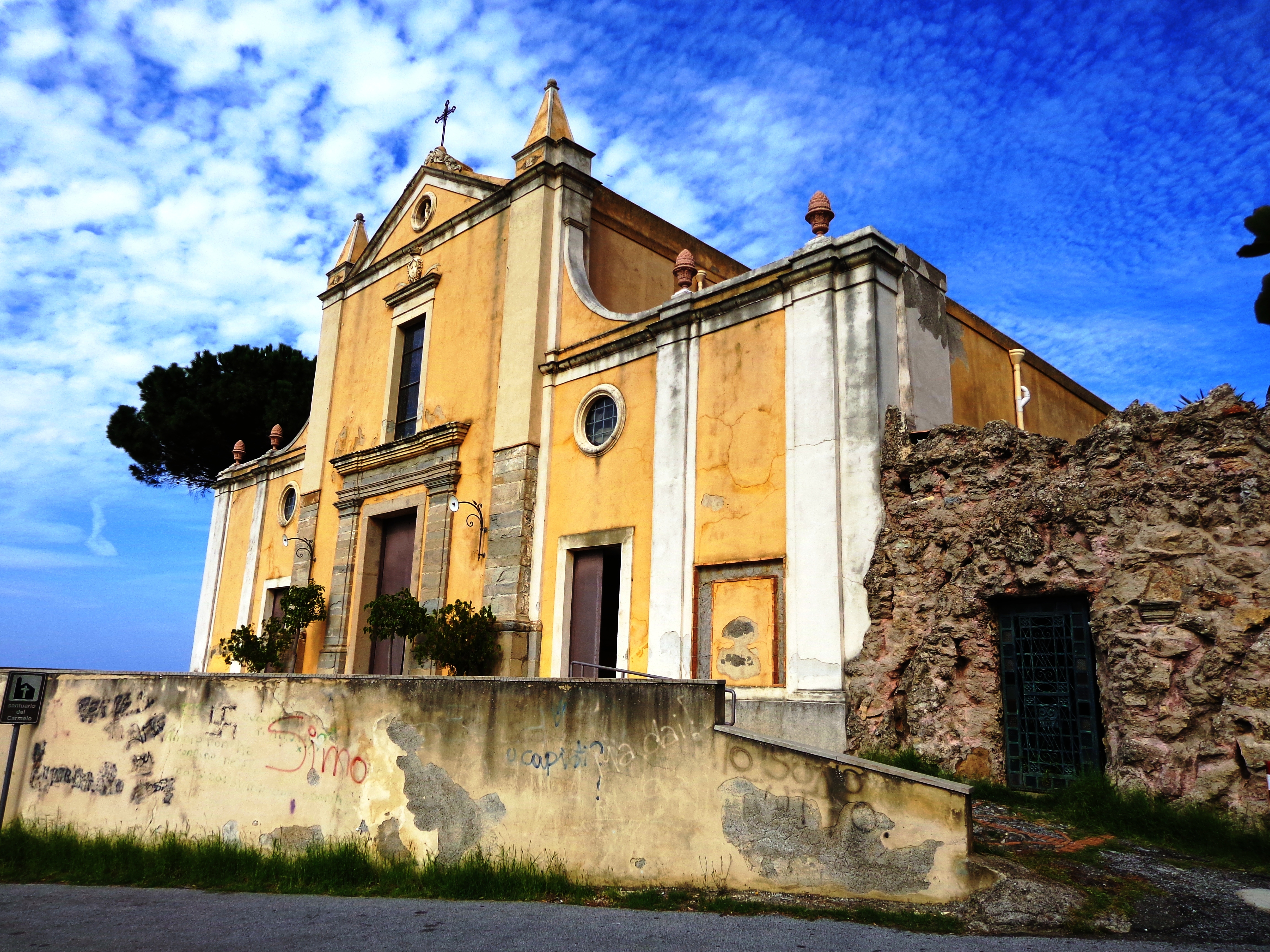
Prospetto angolare della chiesa del Carmine.

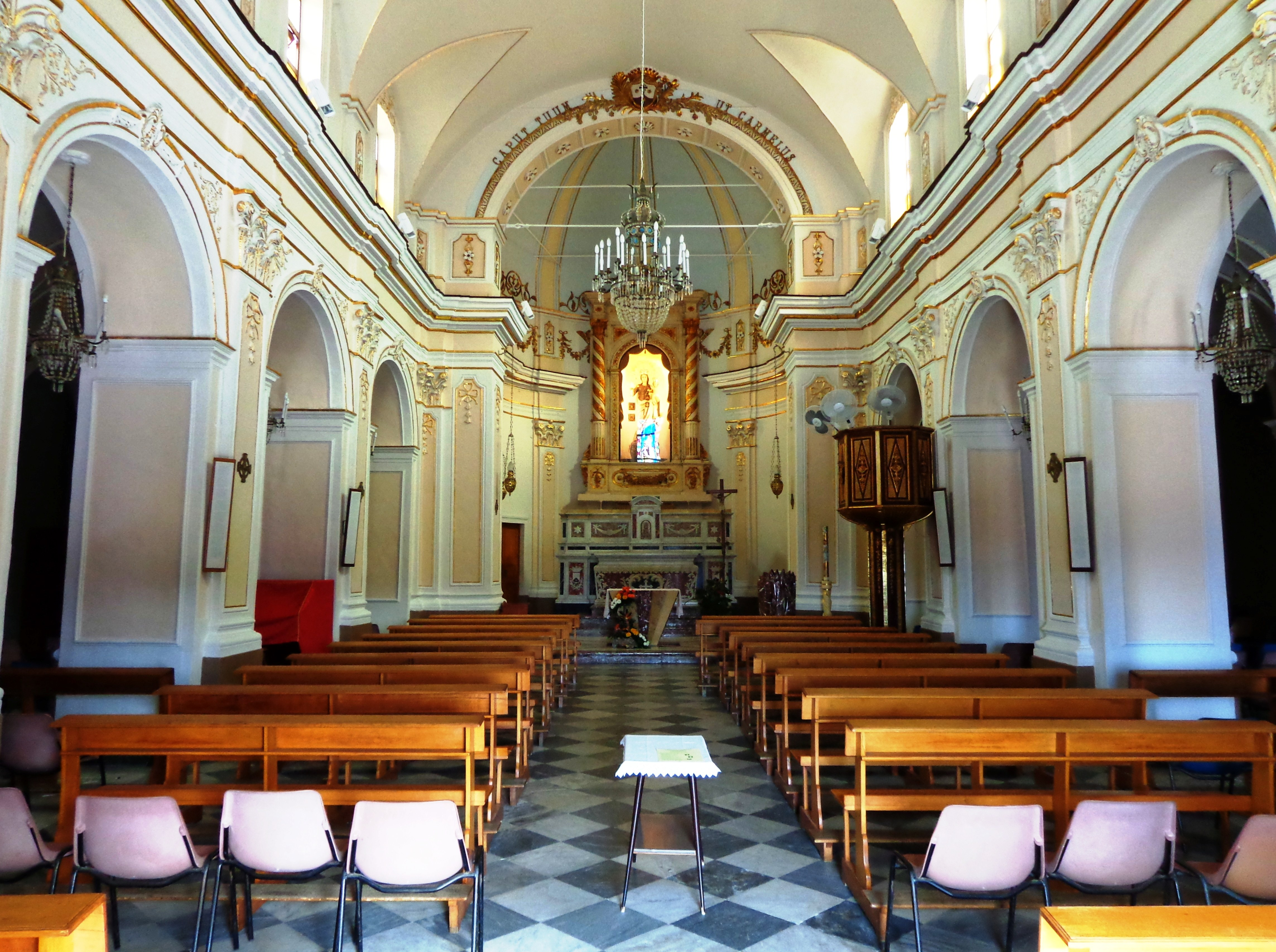
Interno della chiesa del Carmine.

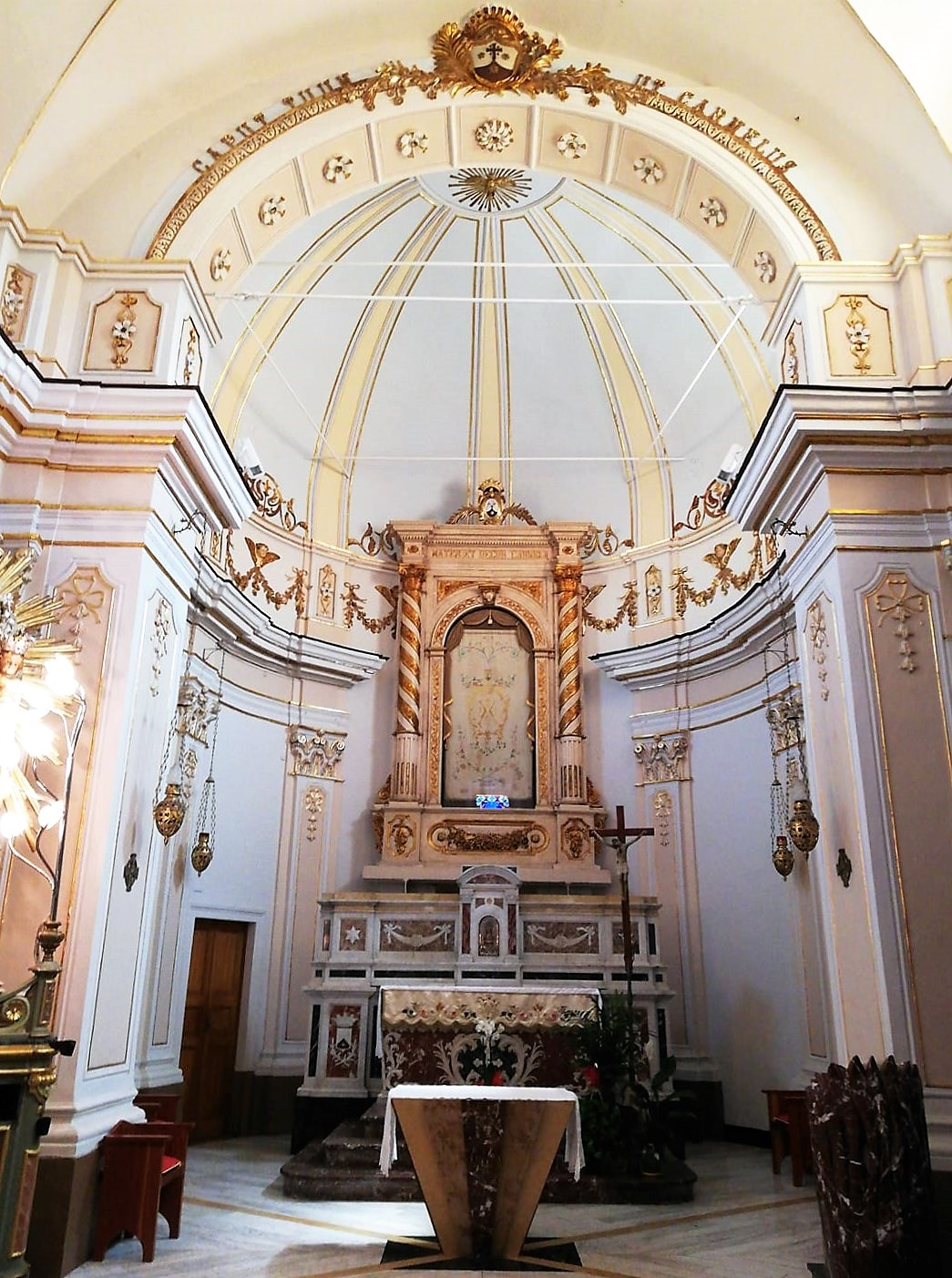
Presbiterio.

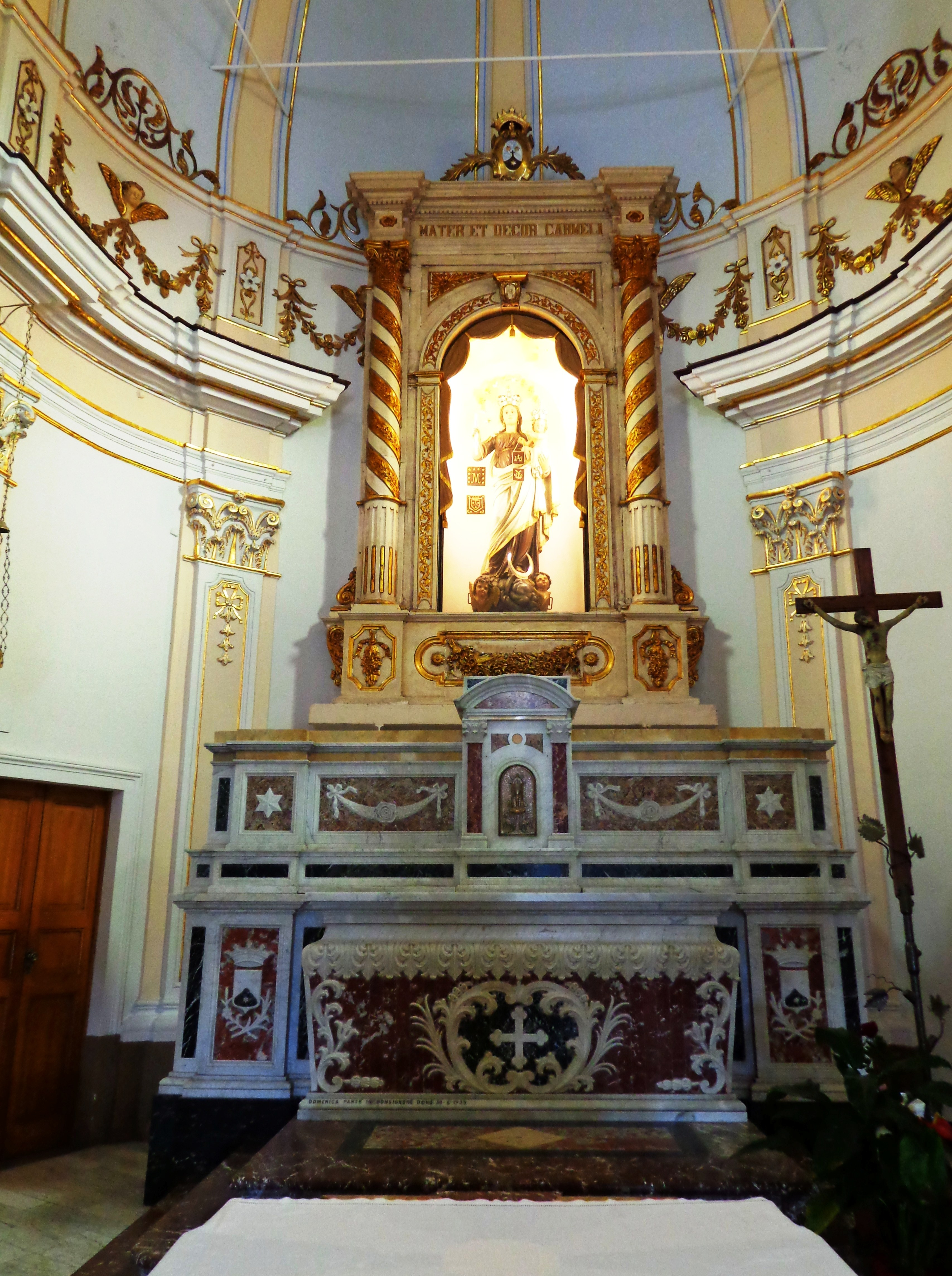
Altare maggiore.

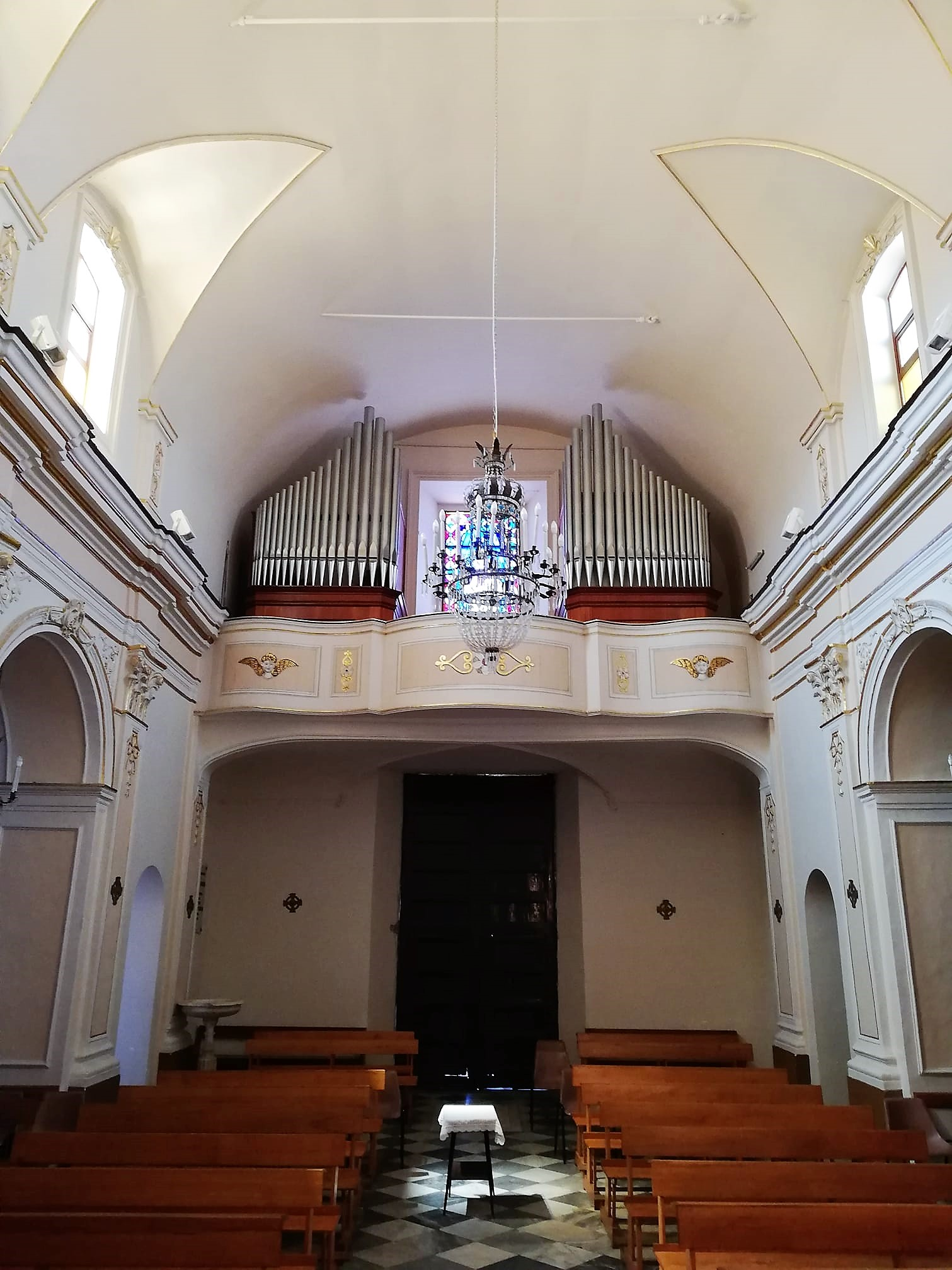
Controfacciata.

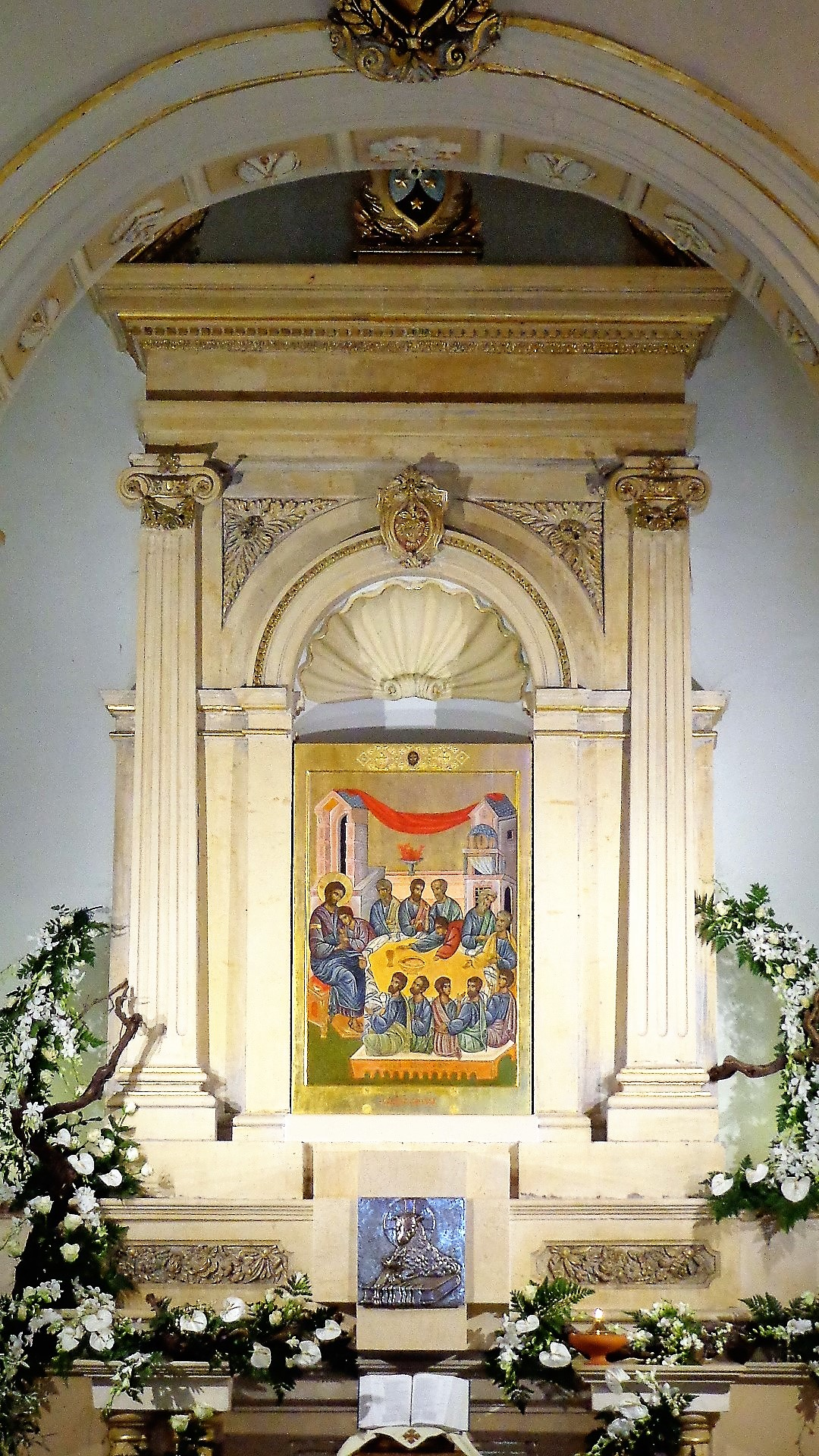
Altare Santissimo Sacramento, Venerdì Santo 2018.

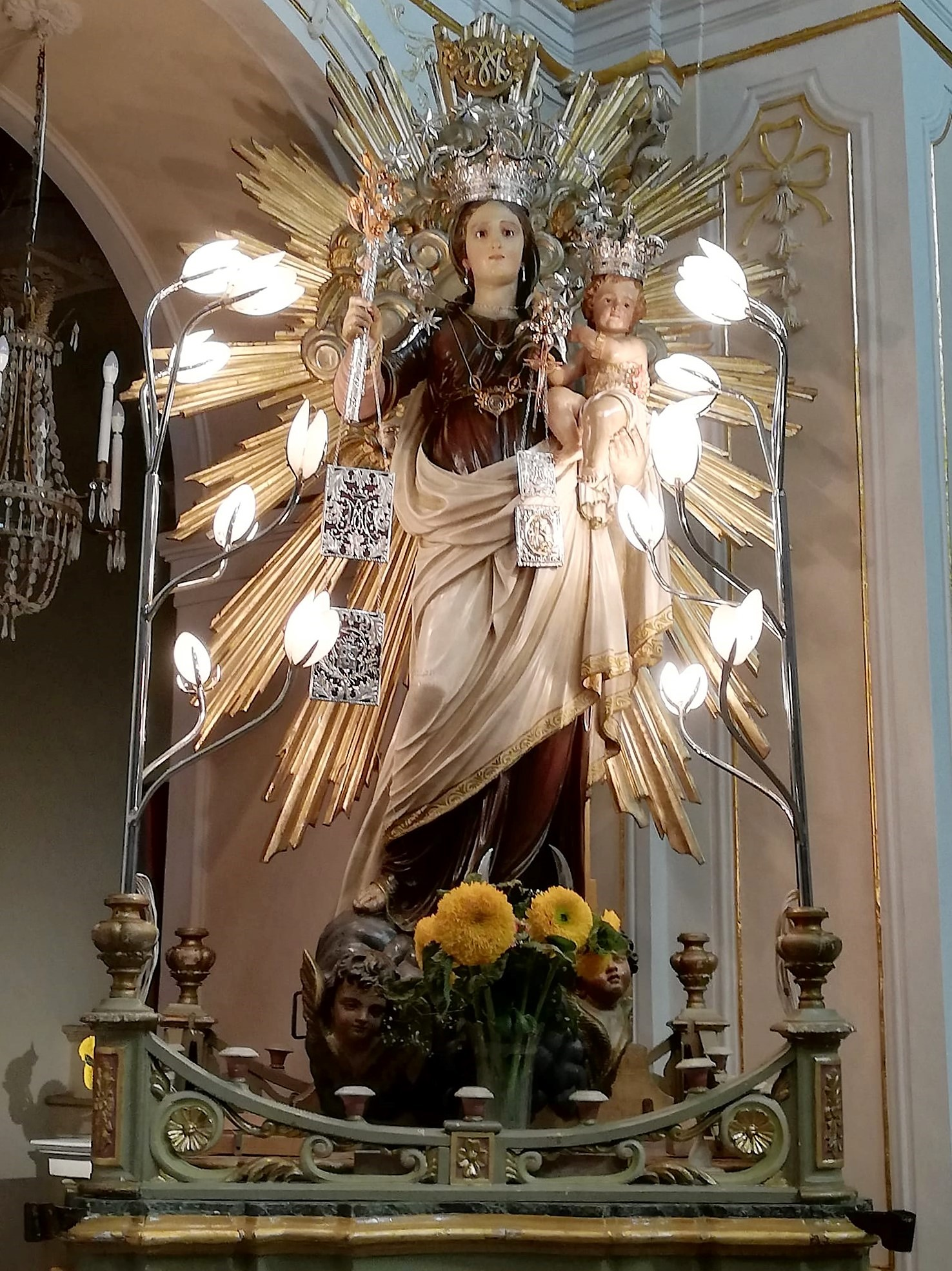
Madonna del Carmine.

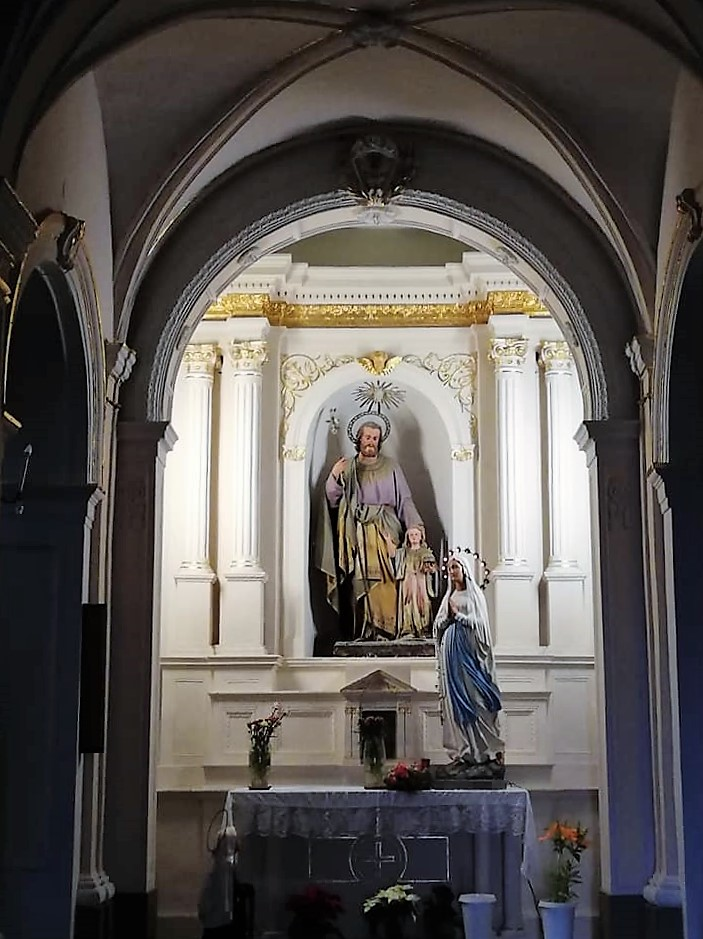
Absidiola destra: Cappella di San Giuseppe.

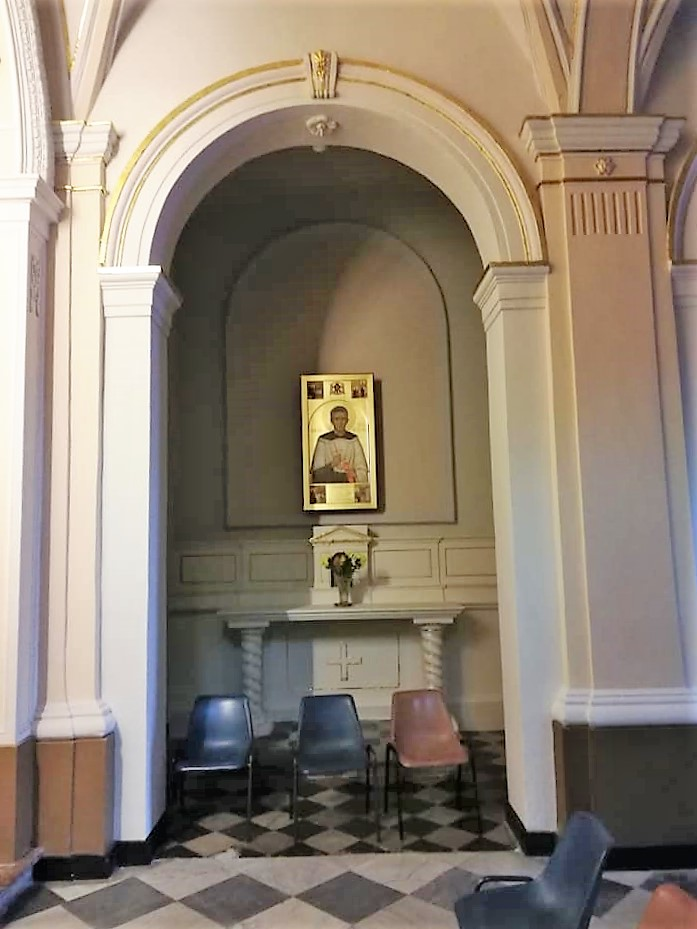
Quarta campata: Cappella del Beato Tito Brandsma, la cui icona è stata inserita il 25 novembre 2018.

La chiesa del Carmine o santuario della Madonna del Carmine, con l'annesso convento dell'Ordine, sorge nella frazione di Serro del Carmine (ex Serro di Sant'Andrea) nel comune di Barcellona Pozzo di Gotto. Luogo di culto appartenente all'arcidiocesi di Messina-Lipari-Santa Lucia del Mela, vicariato di Barcellona Pozzo di Gotto sotto il patrocinio di San Sebastiano, arcipretura di Pozzo di Gotto, giurisdizione parrocchiale del duomo di Santa Maria Assunta.

## Il culto
Nel 1117, Adelasia del Vasto regina di Sicilia e madre di Ruggero II, torna in Sicilia portando con sé i religiosi osservanti la regola dell'Ordine della Beata Vergine del Monte Carmelo, i cosiddetti Carmelitani - ordine religioso sorto in Terra santa - ai quali si era legata ancora di più in seguito alle sofferenze derivate dalla separazione matrimoniale da Baldovino I di Gerusalemme. In seguito all'arrivo in Sicilia, i Carmelitani fondano chiese e monasteri a Trapani, Palermo, Messina e da lì nel resto d'Italia e in tutto il mondo. In Sicilia erano già presenti primitive cellule o piccoli aggregati di Carmelitani animati dallo spirito d'evangelizzazione da colonizzazione (vedi origine etimologica in epoca bizantino - araba delle località Petralia Soprana e Petralia Sottana).
Animati dalla “peregrinatio hierosolymitana” e dalla conseguente spiritualità del cammino, fondano il primo convento in occidente in Sicilia nella città di Messina nel 1235 circa, secolo che vede consolidare l'Ordine carmelitano. Chiese e conventi della "Famiglia del Carmelo" sorgono in provincia a Pozzo di Gotto, odierna Barcellona Pozzo di Gotto, Milazzo e nelle principali città dell'intera Sicilia con comunità di frati, di monache di vita contemplativa, di suore con diaconie apostoliche specifiche, da laici carmelitani (istituto secolare, terz'ordine, movimento carmelitano) animati dal “carisma del Carmelo”: seguire Cristo Gesù come “fraternità contemplativa in mezzo al popolo”, su modelli spirituali dell'apostolo Paolo, del profeta Elia e della Madonna.
A Barcellona Pozzo di Gotto i Carmelitani s'insediano il 25 agosto 1579 in un convento costruito a ridosso dell'antica chiesa dedicata a sant'Andrea apostolo nella frazione di Serro Sant'Andrea dell'antica Pozzo di Gotto, già sede della "Congregazione di Gesù e Maria" anteriore al 1579 fra le più antiche confraternite presenti in città.

## Storia

### Epoca spagnola
Il Serro di Sant'Andrea, in seguito denominato Serro del Carmine, al tempo della costituzione della chiesa e del convento, apparteneva al territorio di Pozzo di Gotto, all'epoca casale di Milazzo fino al 22 maggio 1639, pertanto sottoposto alla giurisdizione dei giurati milazzesi. Da atti notarili provenienti dal convento carmelitano di Milazzo, dopo la soppressione del convento stesso in seguito alla confisca dei beni dei numerosi ordini religiosi previste dalle leggi eversive del 1866, oggi custoditi nella biblioteca comunale milazzese, risale al 26 agosto 1583 la data di fondazione giuridica del convento e della chiesa del Carmelo in territorio di Pozzo di Gotto.
Il lavoro alacre e riconosciuto dei frati, benvoluti dalla popolazione, contribuì a migliorare i locali destinati al culto, ingrandendo a cappella il preesistente piccolo oratorio di Sant'Andrea e ricostruendone altre due dedicate al Crocifisso ed alla Madonna della Catena, manufatti primitivi già documentati nell'antica chiesa. Sull'altare maggiore era collocata la tela raffigurante la Madonna del Carmelo ritratta tra san Simone Stock e san Cirillo d'Alessandria, dipinto in seguito sostituito dal simulacro ligneo della Madonna del Carmine. Entrambe le costruzioni hanno subito rimaneggiamenti, rimodulazioni e perfezionamenti nei secoli trascorsi che ne hanno alterato la struttura originaria, ampliamenti e restauri quasi sempre dovuti ad eventi sismici.
Col sisma conosciuto come terremoto della Calabria meridionale del 1783 la chiesa subisce gravi danni, è distrutto quel poco che era scampato a diversi incendi negli anni precedenti.

### Epoca unitaria
Poco prima della chiusura del convento nel 1866, l'intero complesso è trasformato in ospedale militare per i feriti della battaglia del 20 luglio 1860, quando tutta la popolazione barcellonese supporta la Battaglia di Milazzo per la conquista del Castello di Milazzo e la cacciata dei Borboni. In seguito il complesso è adibito ad ospedale civile.
Nel 1864 è sostituito il vecchio pavimento in terracotta con quello marmoreo. Nel 1905 l'edificio è ulteriormente ampliato ma, il convento e la chiesa subiscono i gravissimi danni del terremoto di Messina del 1908 che determinano il crollo e demolizione dei due campanili del prospetto principale pericolanti. Col ripristino delle navate è costruita la cappella di San Giuseppe. Nel 1927 è edificata la grotta artificiale che ospita al suo interno la Madonna di Lourdes. L'altare maggiore è ricostruito nel 1935 grazie al contributo di benefattori. Altri restauri seguono nel 1947 con la risistemazione della navata e della cappella della Madonna della Catena.

### Epoca contemporanea
Il sisma del 16 aprile 1978 del Golfo di Patti procura altri gravi danni che comportano una lunga chiusura per urgenti lavori di consolidamento. Alcune opere presenti all'interno sono state saccheggiate nel 1987, si tratta di opere pittoriche di Filippo Vescosi da Sambuca di Sicilia e del sacerdote Antonino Vescosi, rispettivamente padre e figlio, attivi dal 1773 al 1824 in città, Patti, Novara di Sicilia e Messina, alcune trafugate integralmente come il dipinto Sant'Andrea e Santi raffigurante l'Apostolo con Sant'Angelo di Gerusalemme, Sant'Alberto degli Abati, Santa Lucia e Sant'Agata, altre sono state danneggiate nell'atto sacrilego di rubarle come il Miracolo di San Spiridione raffigurante San Spiridione di Trimitonte nell'atto di risuscitare una ragazza.

## Esterno
La chiesa sorge su un'amena altura che domina gran parte della città, si accede al piazzale antistante abbarbicato su uno sperone roccioso non più visibile perché ricoperto dal cemento armato, attraverso una scalinata incassata tra due pinnacoli squadrati con cuspidi piramidali. Una breve gradinata consente l'accesso al piccolo santuario. Le antiche scalinate sono state rifatte con materiali più recenti durante l'ultimo intervento conservativo. Allo stato attuale sono in corso lavori di consolidamento che interessano la torre campanaria e la guglia a bulbo.

## Facciata
La facciata si presenta con un corpo centrale delimitato da due grandi pilastri (paraste) in pietra nuda fino all'architrave del portale, intonacati fino all'altezza del timpano, sulla sommità ciascuno reca una base quadrangolare decorata con fiore stilizzato fra volute, sormontata da un massiccio pinnacolo di forma piramidale culminante con sfera in pietra. Il portone centrale è incorniciato da portale costituito da robusti pilastri e paraste con architrave in pietra nuda sormontato da ampia finestra vetrata rettangolare, sovrastata dallo stemma dell'Ordine della Beata Vergine del Monte Carmelo cinto da corona.
Al centro del timpano un oculo cieco in pietra ospita una statuetta della Vergine. Sul vertice del timpano due volute simmetriche in pietra sorreggono la croce in ferro battuto, una decorazione floreale ingentilisce parzialmente il frontone. I due corpi laterali tra loro simmetrici e corrispondenti alle piccole navate laterali, sono raccordati a quello centrale con semiarco verso il basso. Ogni corpo laterale presenta due pilastri paraste, uno esterno e l'altro mediano; le porzioni di sezioni comprese tra i pilastri mediani e l'ingresso principale, comprendono gli ingressi laterali, ciascuno sormontato da una finestra circolare. Sui contrafforti dei quattro pilastri sono collocati altrettanti vasi acroteriali con pigna, figura allegorica del terzo occhio.

## Interno
La pianta è a tre navate con cappelle altari addossate ai muri laterali, la navata centrale è delimitata da tre archi a tutto sesto per ogni lato, poggiati su pilastri a base rettangolare, raccordati con i contrafforti interni mediante piccola arcata non elaborata. Nella controfacciata è realizzata una cantoria a balcone dove trovano collocazione i due gruppi di canne d'organo che delimitano la vetrata istoriata. Un cornicione dalla ricca modanatura separa le arcate a tutto sesto dall'ordine superiore delle finestre. I pilastri sono abbelliti da lesene con capitelli corinzi in stucco e riquadri rivolti verso l'interno, cornici semplici sulle restanti pareti. I colori bianco dello sfondo e rosa antico per l'interno delle cornici pongono in risalto i piccoli dettagli e le decorazioni dei particolari realizzati in oro zecchino. Sulla destra all'ultimo pilastro è ancorato un pulpito ligneo con un'insolita funzione, la volta semi cilindrica si interseca con le piccole volte delle finestre creando l'alternanza di pennacchi e vele. L'arco trionfale decorato con stucchi e rosette reca lo stemma coronato dell'Ordine terziario del Monte Carmelo fra palme di varia foggia e rami floreali dorati, centrato sul motto "CAPUT TUUM UT CARMELUS".

### Navata destra lato sud
Sulla navata destra si aprono le seguenti cappelle tra loro intercomunicanti nell'ordine, corrispondenti alle campate della navata centrale:
- Prima campata: accesso alla Grotta di Lourdes;
- Seconda campata: Cappella di Santa Rita da Cascia. Altare con statua raffigurante Santa Rita da Cascia;
- Terza campata: Cappella del Sacro Cuore. Altare con statua raffigurante il Sacro Cuore di Gesù;
- Quarta campata: Cappella con altare e icona.
  - Absidiola navata destra: Cappella di San Giuseppe. Altare con statua raffigurante il patriarca San Giuseppe con Gesù Fanciullo.

### Navata sinistra lato nord
Sulla navata sinistra si aprono le seguenti cappelle tra loro intercomunicanti nell'ordine, corrispondenti alle campate della navata centrale:
- Prima campata: Cappella della Vergine del Carmelo. Sull'altare è campeggia il dipinto la Consegna dello Scapolare raffigurante la Madonna del Carmelo fra i Santi Simone Stock e San Cirillo d'Alessandria, originariamente collocato sull'altare maggiore. La tela ritrae la Madonna nell'atto di consegnare lo scapolare al Santo inglese di fede cattolica, istituendo il privilegio per le anime delle persone che lo porteranno di essere liberate dal peccato e dalle pene il sabato successivo alla loro morte. Sul lato destro San Cirillo d'Alessandria ritratto con la mano sinistra sul libro aperto retto dall'angelo, indicante le parole "VERE MATREM DEI ESSE CONFIRMAVIT M. CONCEPT", Dottore della Chiesa, "Dottore dell'Incarnazione" e sostenitore al Concilio di Efeso del principio «Maria Madre di Dio» (Theotókos).
- Seconda campata: Cappella dei Santi Carmelitani. Sull'altare è collocata la pala d'altare raffigurante il Santissimo Crocifisso ritratto fra schiere di angeli, Santi e Sante carmelitani in estasi. Il putto in basso regge un libro aperto alle parole "DOMINE AUT PATI AUT MORI", un altro libro giace a terra aperto al verso "PATI NON MORI". "O Signore, o patire o morire" riconducibile a Santa Teresa d'Avila o Santa Teresa di Gesù mentre "Patire e non morire" a Santa Maria Maddalena de' Pazzi. La figura maschile è riconducibile a San Giovanni della Croce.
- Terza campata: Cappella della Madonna della Catena. Altare con statua raffigurante la Madonna della Catena.
- Quarta campata: Cappella del Santissimo Crocifisso. Altare con Crocifisso.
  - Absidiola navata sinistra: Cappella del Santissimo Sacramento. Altare dedicato al Santissimo Sacramento. Sopraelevazione costituita da manufatto con lesene scanalate a sostegno di un elegante architrave. Nell'edicola con nicchia è custodita un'icona raffigurante l'Ultima Cena. Sullo sportello del tabernacolo è raffigurato l'Agnus Dei a custodia del Libro dei sette sigilli.

### Altare maggiore
Dietro all'altare versus populum di modernissima concezione come l'ambone, quello versus absidem consiste nel classico basamento ricoperto di marmi policromi con elaborato paliotto centrale recante intarsiate foglie d'acanto, palme e fiori stilizzati. Sulla mensa un elegante tabernacolo rappresentante il prospetto di un tempio con timpano ad arco intero sorretto da colonnine con capitelli corinzi. La sopraelevazione è costituita da un basamento con due colonne tortili a fasce bicolori, avorio e oro zecchino, con avvitamento verso l'interno. I capitelli corinzi sostengono un architrave in marmo dall'animato stile classico recante l'iscrizione della Madonna: "MATER ET DECOR CARMELI". Lo spazio interno alle colonne è occupato dalla nicchia ulteriormente incorniciata da festoni e ghirlande floreali, all'interno della quale è allocata la statua lignea raffigurante la Madonna del Carmelo, opera del palermitano Angelo Occhino. Teste di putti alate, ghirlande e festoni, fiori stilizzati, decorazioni simmetriche con foglie d'acanto decorano la parte superiore del cornicione dell'abside e le basi inferiori delle sezioni della calotta.
Lo spazio interno della navata è suddiviso in due ordini delimitati da un articolato cornicione. La volta interseca perpendicolarmente altrettante sezioni di volte minori pari al numero di finestre presenti sui lati della navata dando luogo a vele e pennacchi tipici dello sviluppo architettonico delle volte a crociera.

## Campanile
Il campanile superstite del santuario è contraddistinto da un'insolita cupola a bulbo o a cipolla: ha un corpo rialzato, strombato, sfaccettato e una coronazione a punta recante una sfera sormontata da una banderuola, rara e felice contaminazione tipica dell'architettura religiosa dell'Europa centro orientale.

## L'organo
Al suo interno è collocato un organo a due tastiere e venti registri reali della Ditta Ruffatti di Padova (anni settanta).

## Convento
- Convento carmelitano sotto titolo di «Santa Maria».[4]
- 1783, L'aggregato religioso fu danneggiato dal terremoto della Calabria meridionale del 1783.
- 1860, Utilizzato come ospedale militare per accogliere i feriti della battaglia di Milazzo del 20 luglio.[5]
- 1866, Dopo la confisca in seguito all'emanazione delle leggi eversive, la struttura è destinata a ospedale civico.

Le strutture ospitano una comunità carmelitana.

## Galleria d'immagini

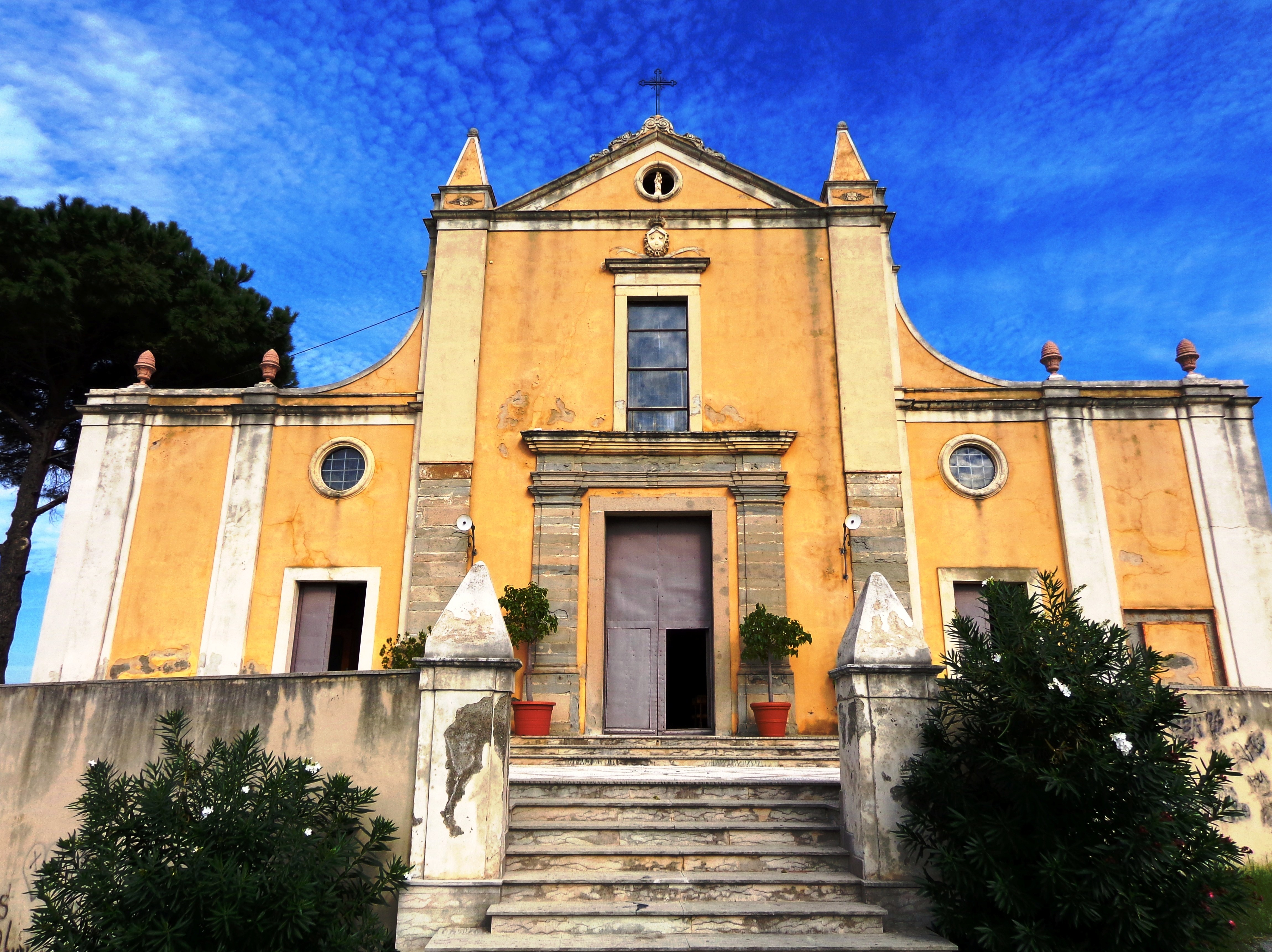
Facciata
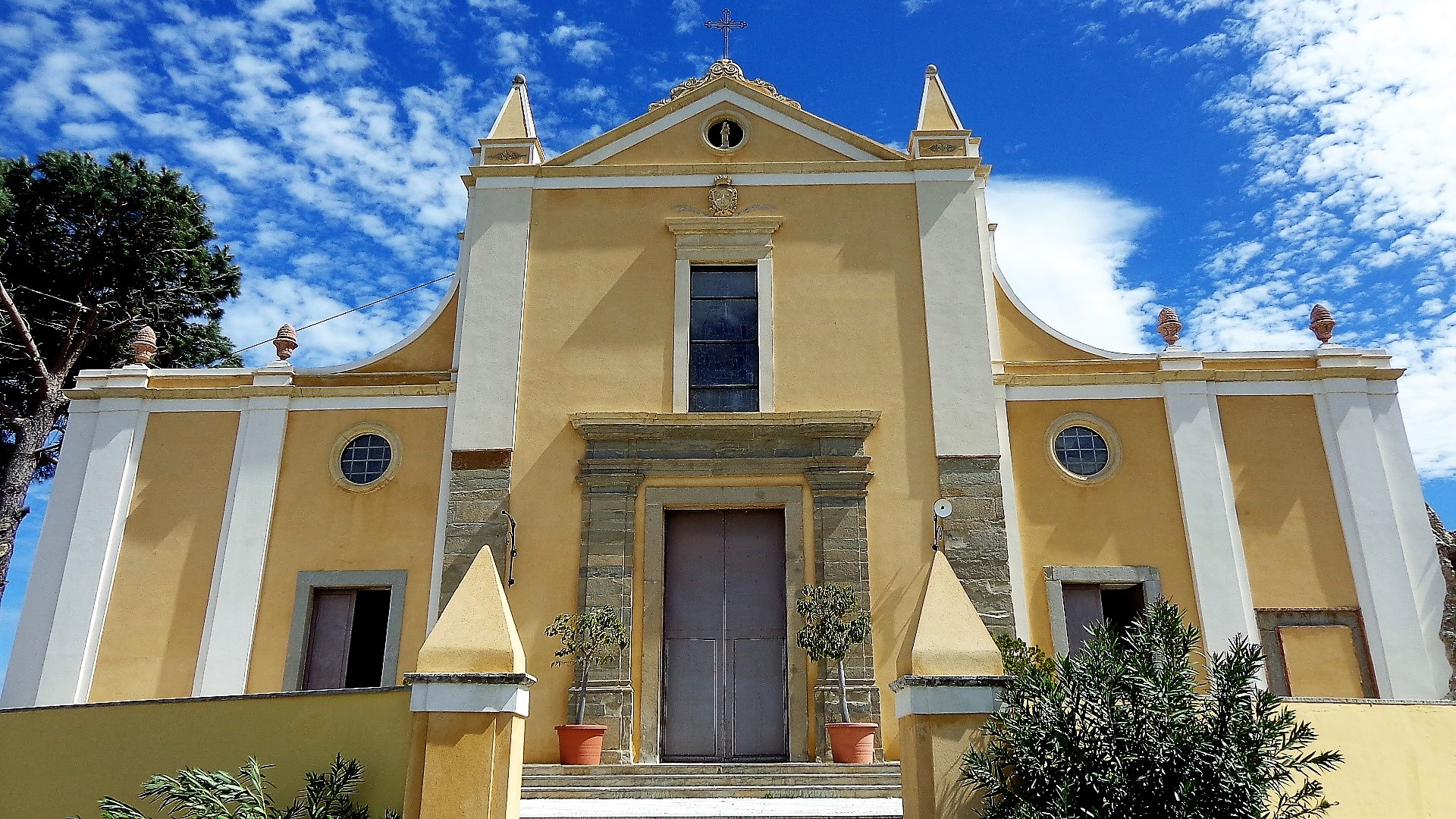
Facciata, ultimi restauri
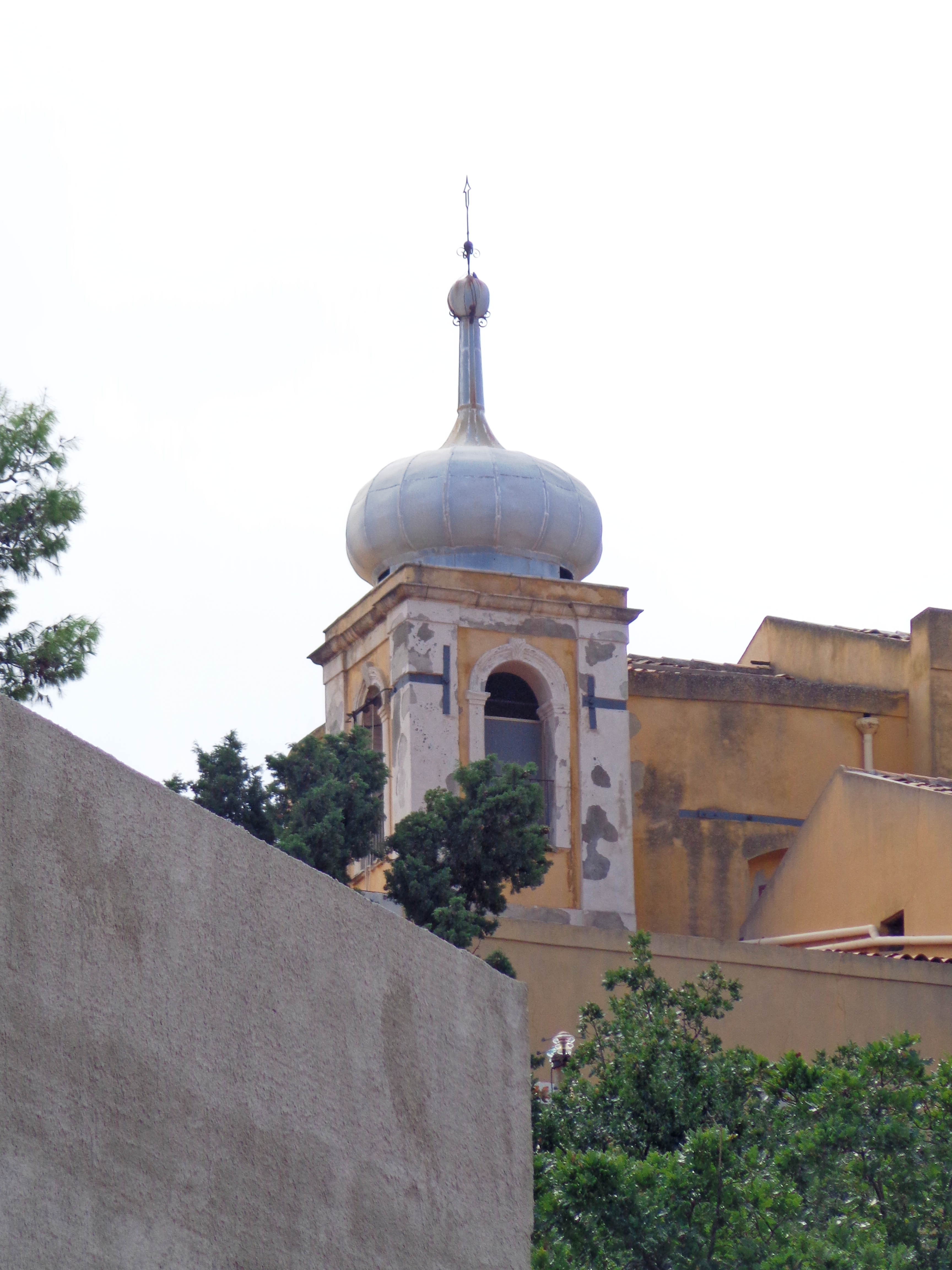
Campanile
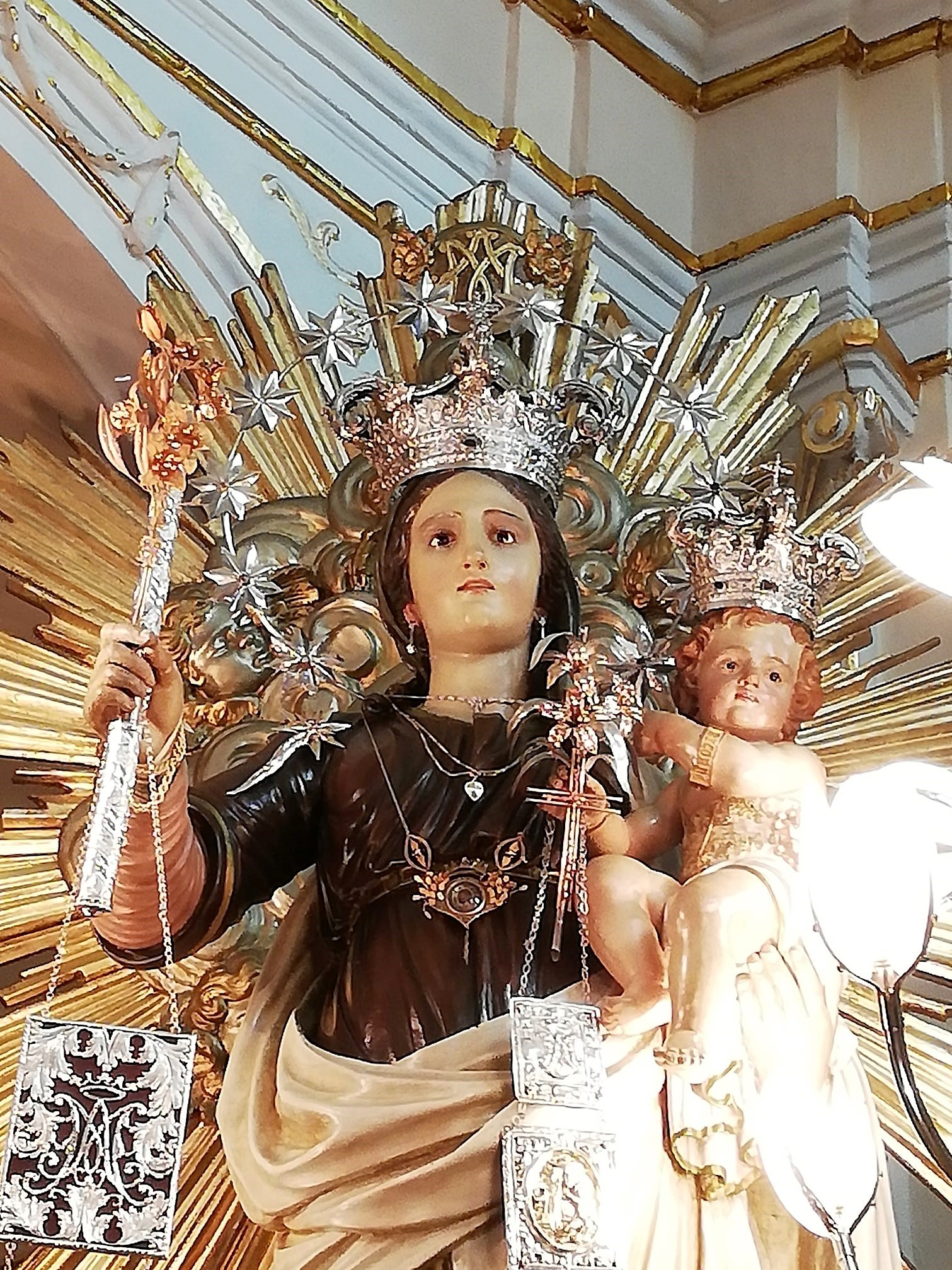
Simulacro
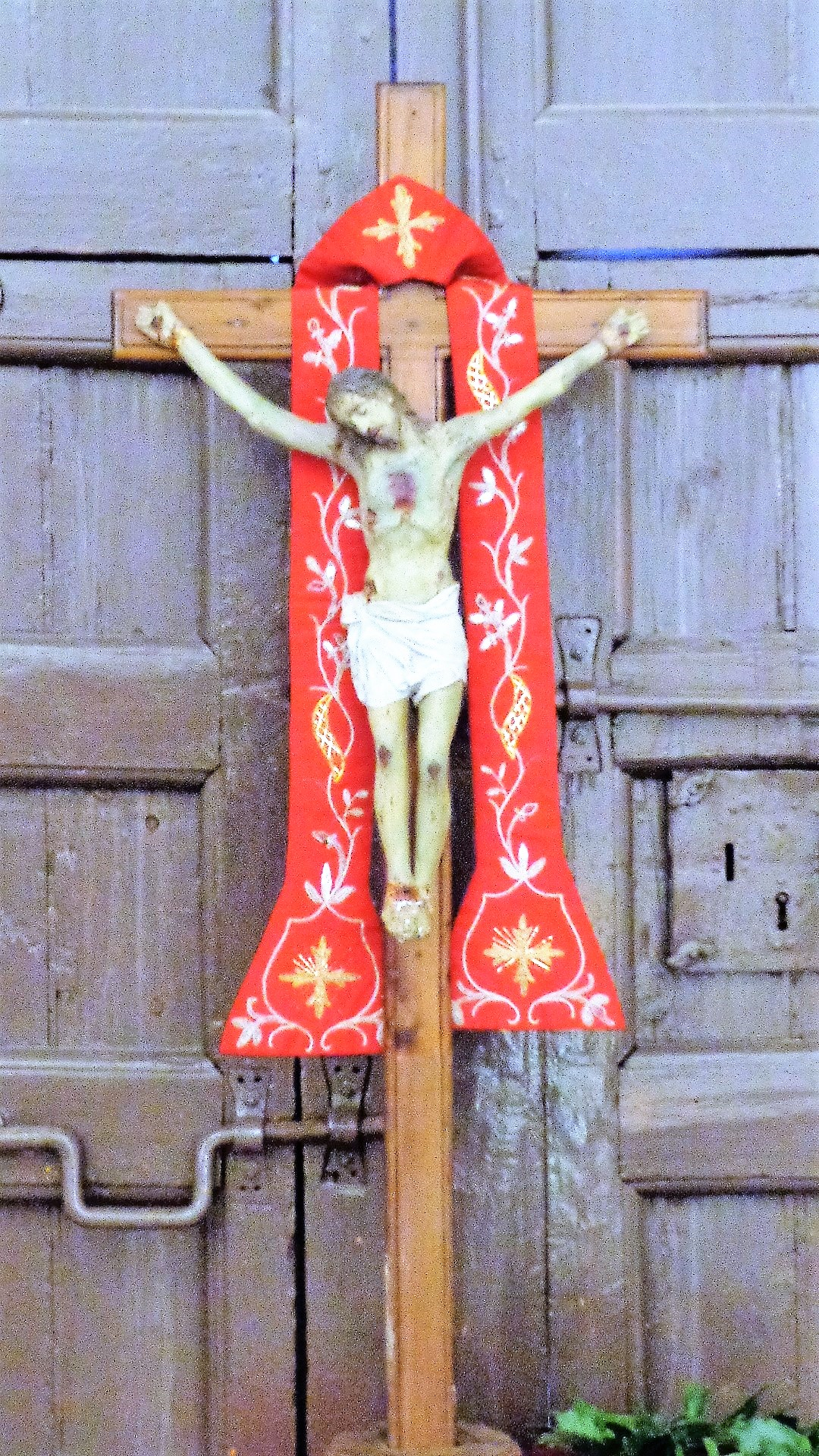
Venerdì Santo 2018
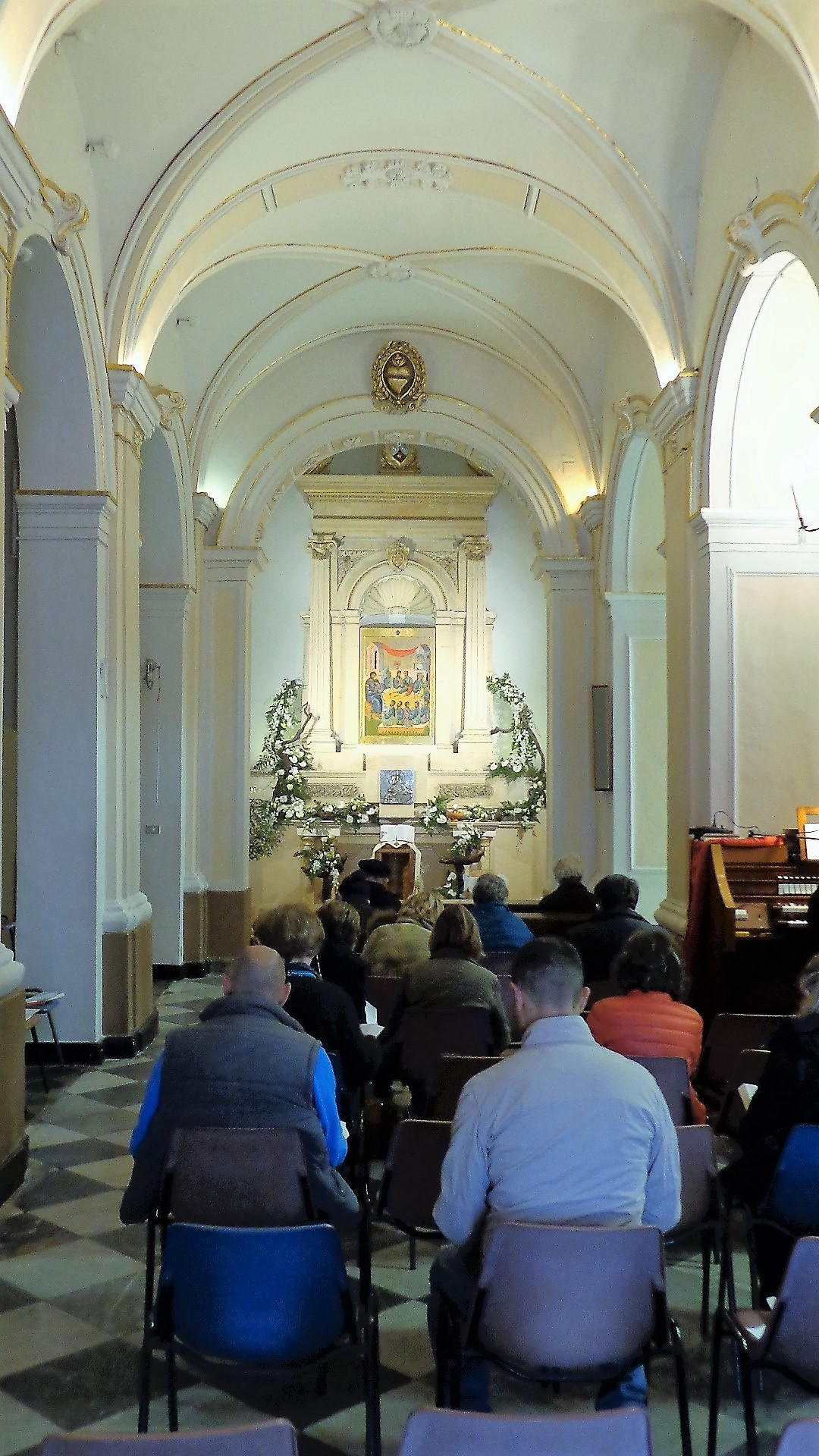
Venerdì Santo 2018
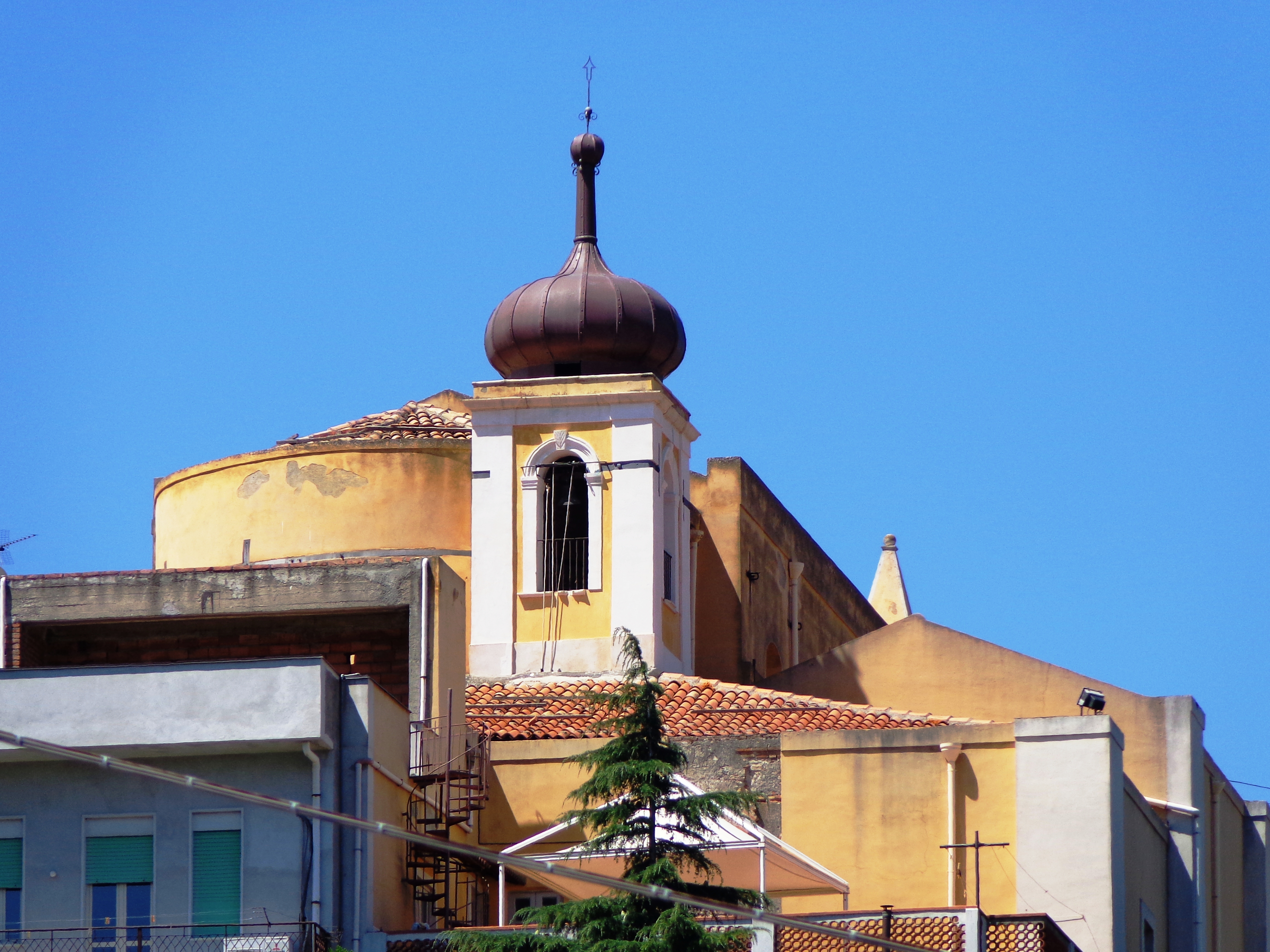
Veduta panoramica, prospetto nord-orientale
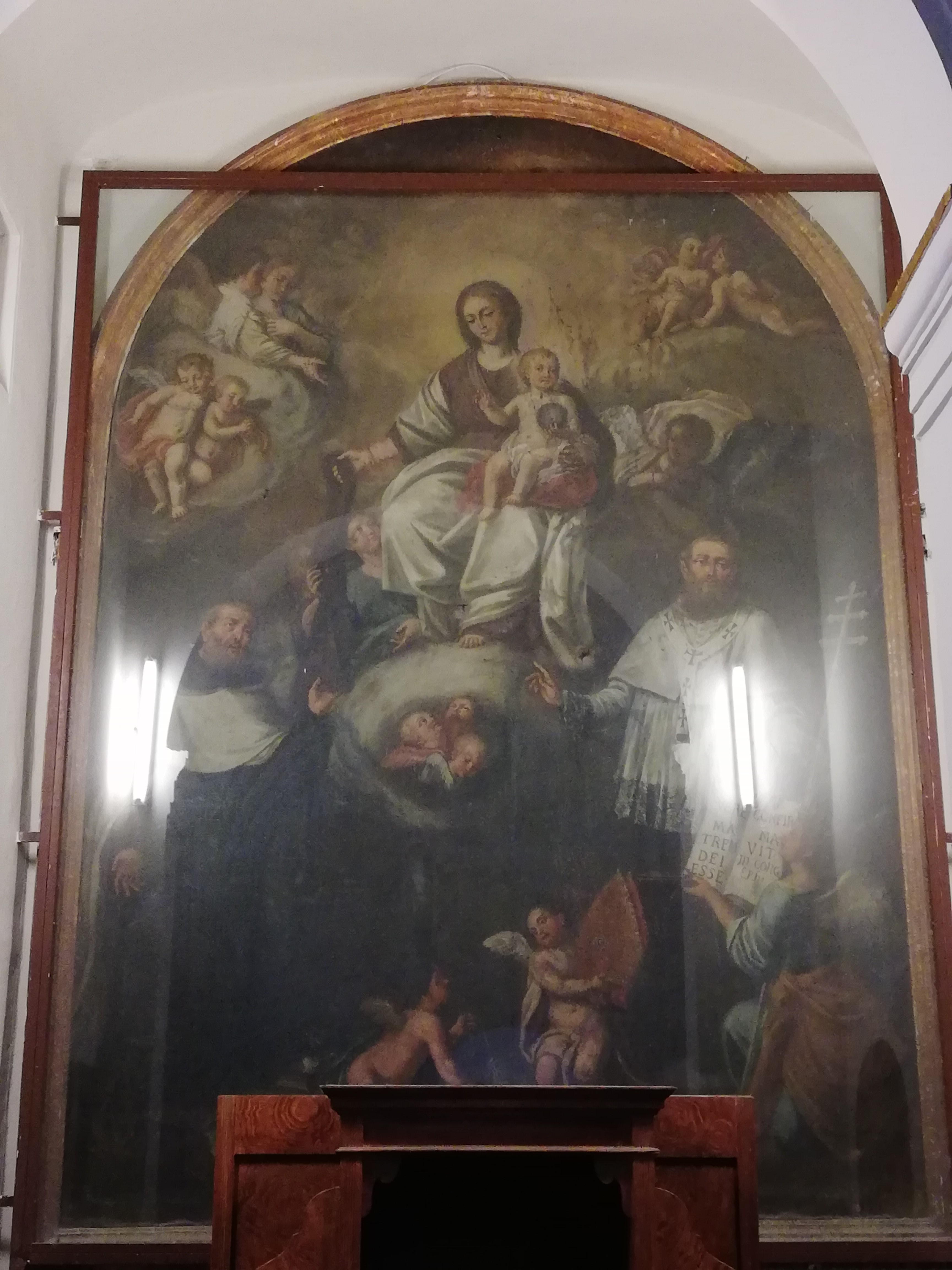
Madonna del Carmelo fra i Santi Simone Stock e San Cirillo d'Alessandria
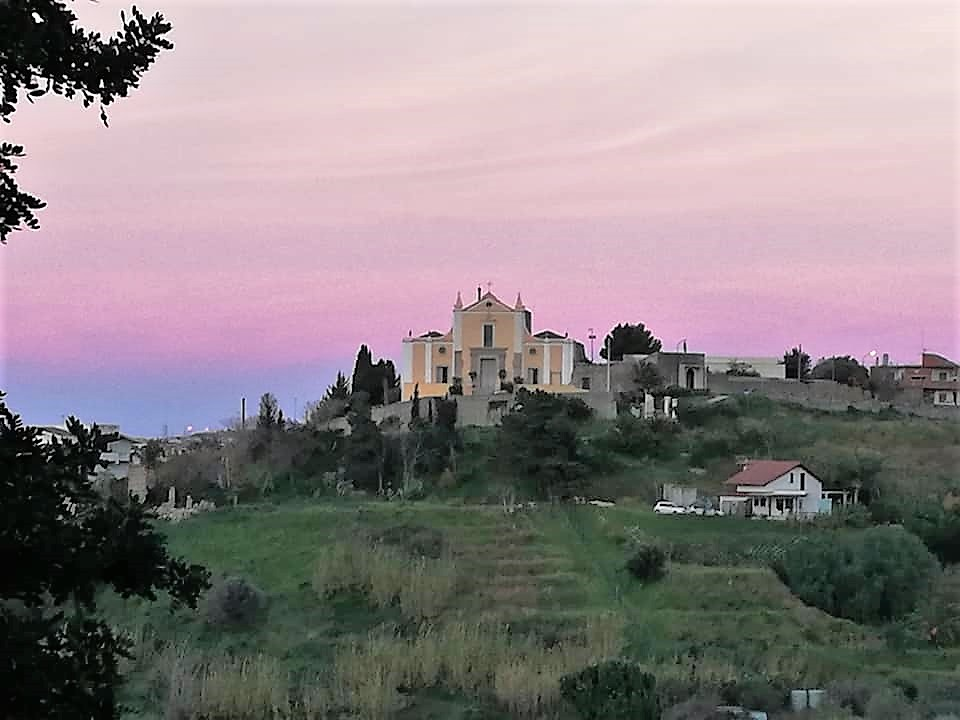
Veduta dai Cappuccini